# Curling nos Jogos Olímpicos de Inverno de 2014 - Masculino
As competições do curling masculino nos Jogos Olímpicos de Inverno de 2014 ocorreram no Centro de Curling Cubo de Gelo entre 10 e 21 de fevereiro. Dez equipes classificaram-se para o evento, que foi disputado num sistema de todos contra todos na primeira fase, classificando as quatro melhores equipes para a fase final.

## Medalhistas
|  | CAN Canadá                                                   |  | GBR Grã-Bretanha                                                          |  | SWE Suécia                                                                |
|  | Brad Jacobs Ryan Fry E. J. Harnden Ryan Harnden Caleb Flaxey |  | David Murdoch Tom Brewster Greg Drummond Scott Andrews Michael Goodfellow |  | Niklas Edin Sebastian Kraupp Fredrik Lindberg Viktor Kjäll Oskar Eriksson |

## Equipes
| CAN Canadá | CHN China | DEN Dinamarca | GER Alemanha | GBR Grã-Bretanha |
| --- | --- | --- | --- | --- |
| Soo CA, Sault Ste. Marie Capitão: Brad Jacobs Terceiro: Ryan Fry Segundo: E. J. Harnden Primeiro: Ryan Harnden Reserva: Caleb Flaxey              | Harbin CC, Harbin Capitão: Liu Rui Terceiro: Xu Xiaoming Segundo: Ba Dexin Primeiro: Zang Jialiang Reserva: Zou Dejia                             | Hvidovre CC, Hvidovre Capitão: Rasmus Stjerne Terceiro: Johnny Frederiksen Segundo: Mikkel Poulsen Primeiro: Troels Harry Reserva: Lars Vilandt | CC Hamburg, Hamburgo Quarto: Felix Schulze Capitão: John Jahr Segundo: Christopher Bartsch Primeiro: Sven Goldemann Reserva: Peter Rickmers   | Curl Aberdeen, Aberdeen Capitão: David Murdoch Terceiro: Tom Brewster Segundo: Greg Drummond Primeiro: Scott Andrews Reserva: Michael Goodfellow |
| NOR Noruega | RUS Rússia | SWE Suécia | SUI Suíça | USA Estados Unidos |
| Snarøen CC, Oslo Capitão: Thomas Ulsrud Terceiro: Torger Nergård Segundo: Christoffer Svae Primeiro: Håvard Vad Petersson Reserva: Markus Høiberg | Moskvitch CC, Moscou Quarto: Aleksey Stukalskiy Terceiro: Evgeniy Arkhipov Capitão: Andrey Drozdov Primeiro: Petr Dron Reserva: Aleksandr Kozyrev | Karlstads CK, Karlstad Capitão: Niklas Edin Terceiro: Sebastian Kraupp Segundo: Fredrik Lindberg Primeiro: Viktor Kjäll Reserva: Oskar Eriksson | CC Adelboden, Adelboden Capitão: Sven Michel Terceiro: Claudio Pätz Segundo: Sandro Trolliet Primeiro: Simon Gempeler Reserva: Benoît Schwarz | Duluth CC, Duluth Capitão: John Shuster Terceiro: Jeff Isaacson Segundo: Jared Zezel Primeiro: John Landsteiner Reserva: Craig Brown             |

## Primeira fase

### Classificação
|  | Equipes classificadas para as semifinais    |
|  | Equipes classificadas para o jogo desempate |
|  | Equipes eliminadas na primeira fase         |

| País               | Capitão        | V | D | PF | PS | EV | EP | EB | ER | Arremesso (%) |
| ------------------ | -------------- | - | - | -- | -- | -- | -- | -- | -- | ------------- |
| SWE Suécia         | Niklas Edin    | 8 | 1 | 60 | 44 | 38 | 30 | 18 | 8  | 86%           |
| CAN Canadá         | Brad Jacobs    | 7 | 2 | 69 | 53 | 39 | 36 | 14 | 7  | 84%           |
| CHN China          | Liu Rui        | 7 | 2 | 67 | 50 | 41 | 37 | 10 | 5  | 85%           |
| NOR Noruega        | Thomas Ulsrud  | 5 | 4 | 52 | 56 | 36 | 34 | 18 | 5  | 86%           |
| GBR Grã-Bretanha   | David Murdoch  | 5 | 4 | 51 | 49 | 37 | 35 | 15 | 8  | 83%           |
| DEN Dinamarca      | Rasmus Stjerne | 4 | 5 | 54 | 61 | 32 | 37 | 16 | 4  | 81%           |
| RUS Rússia         | Andrey Drozdov | 3 | 6 | 58 | 70 | 36 | 38 | 13 | 6  | 77%           |
| SUI Suíça          | Sven Michel    | 3 | 6 | 47 | 46 | 31 | 34 | 22 | 7  | 83%           |
| USA Estados Unidos | John Shuster   | 2 | 7 | 47 | 58 | 30 | 39 | 14 | 7  | 80%           |
| GER Alemanha       | John Jahr      | 1 | 8 | 53 | 74 | 38 | 39 | 10 | 8  | 75%           |

### Resultados
Todas as partidas seguem o horário local (UTC+4).
Primeira rodada
Segunda-feira, 10 de fevereiro, 9:00
| Pista A                    | LSFE    | 1 | 2 | 3 | 4 | 5 | 6 | 7 | 8 | 9 | 10 | Final |
| -------------------------- | ------- | - | - | - | - | - | - | - | - | - | -- | ----- |
| RUS Rússia (Drozdov)       |         | 0 | 0 | 0 | 0 | 1 | 0 | 1 | 0 | 2 | X  | 4     |
| GBR Grã-Bretanha (Murdoch) | Martelo | 0 | 2 | 0 | 0 | 0 | 4 | 0 | 1 | 0 | X  | 7     |

| Pista B            | LSFE    | 1 | 2 | 3 | 4 | 5 | 6 | 7 | 8 | 9 | 10 | Final |
| ------------------ | ------- | - | - | - | - | - | - | - | - | - | -- | ----- |
| SUI Suíça (Michel) | Martelo | 0 | 2 | 0 | 0 | 0 | 1 | 0 | 0 | 2 | 0  | 5     |
| SWE Suécia (Edin)  |         | 0 | 0 | 0 | 0 | 2 | 0 | 3 | 1 | 0 | 1  | 7     |

| Pista C                 | LSFE    | 1 | 2 | 3 | 4 | 5 | 6 | 7 | 8 | 9 | 10 | Final |
| ----------------------- | ------- | - | - | - | - | - | - | - | - | - | -- | ----- |
| DEN Dinamarca (Stjerne) |         | 0 | 0 | 0 | 0 | 1 | 0 | 1 | 0 | 2 | 0  | 4     |
| CHN China (Liu)         | Martelo | 0 | 2 | 1 | 0 | 0 | 0 | 0 | 3 | 0 | 1  | 7     |

| Pista D             | LSFE    | 1 | 2 | 3 | 4 | 5 | 6 | 7 | 8 | 9 | 10 | Final |
| ------------------- | ------- | - | - | - | - | - | - | - | - | - | -- | ----- |
| GER Alemanha (Jahr) |         | 0 | 2 | 2 | 0 | 0 | 1 | 0 | 1 | 2 | 0  | 8     |
| CAN Canadá (Jacobs) | Martelo | 2 | 0 | 0 | 3 | 2 | 0 | 2 | 0 | 0 | 2  | 11    |

Segunda rodada
Segunda-feira, 10 de fevereiro, 19:00
| Pista A                      | LSFE    | 1 | 2 | 3 | 4 | 5 | 6 | 7 | 8 | 9 | 10 | Final |
| ---------------------------- | ------- | - | - | - | - | - | - | - | - | - | -- | ----- |
| USA Estados Unidos (Shuster) |         | 0 | 1 | 0 | 2 | 0 | 0 | 0 | 1 | 0 | X  | 4     |
| NOR Noruega (Ulsrud)         | Martelo | 2 | 0 | 3 | 0 | 0 | 1 | 1 | 0 | 0 | X  | 7     |

| Pista B                 | LSFE    | 1 | 2 | 3 | 4 | 5 | 6 | 7 | 8 | 9 | 10 | 11 | Final |
| ----------------------- | ------- | - | - | - | - | - | - | - | - | - | -- | -- | ----- |
| DEN Dinamarca (Stjerne) |         | 0 | 0 | 2 | 0 | 3 | 0 | 2 | 0 | 3 | 0  | 1  | 11    |
| RUS Rússia (Drozdov)    | Martelo | 2 | 3 | 0 | 1 | 0 | 1 | 0 | 2 | 0 | 1  | 0  | 10    |

| Pista C             | LSFE    | 1 | 2 | 3 | 4 | 5 | 6 | 7 | 8 | 9 | 10 | Final |
| ------------------- | ------- | - | - | - | - | - | - | - | - | - | -- | ----- |
| CAN Canadá (Jacobs) | Martelo | 0 | 0 | 0 | 0 | 0 | 2 | 0 | 1 | 0 | 1  | 4     |
| SUI Suíça (Michel)  |         | 0 | 0 | 0 | 0 | 3 | 0 | 1 | 0 | 1 | 0  | 5     |

| Pista D                    | LSFE    | 1 | 2 | 3 | 4 | 5 | 6 | 7 | 8 | 9 | 10 | Final |
| -------------------------- | ------- | - | - | - | - | - | - | - | - | - | -- | ----- |
| SWE Suécia (Edin)          |         | 0 | 2 | 0 | 0 | 2 | 0 | 0 | 4 | 0 | X  | 8     |
| GBR Grã-Bretanha (Murdoch) | Martelo | 1 | 0 | 0 | 1 | 0 | 0 | 1 | 0 | 1 | X  | 4     |

Terceira rodada
Terça-feira, 11 de fevereiro, 14:00
| Pista A             | LSFE    | 1 | 2 | 3 | 4 | 5 | 6 | 7 | 8 | 9 | 10 | Final |
| ------------------- | ------- | - | - | - | - | - | - | - | - | - | -- | ----- |
| CAN Canadá (Jacobs) |         | 0 | 0 | 0 | 2 | 0 | 2 | 0 | 0 | 2 | 0  | 6     |
| SWE Suécia (Edin)   | Martelo | 0 | 2 | 0 | 0 | 2 | 0 | 2 | 0 | 0 | 1  | 7     |

| Pista B                      | LSFE    | 1 | 2 | 3 | 4 | 5 | 6 | 7 | 8 | 9 | 10 | Final |
| ---------------------------- | ------- | - | - | - | - | - | - | - | - | - | -- | ----- |
| USA Estados Unidos (Shuster) |         | 0 | 1 | 0 | 2 | 0 | 1 | 0 | 0 | X | X  | 4     |
| CHN China (Liu)              | Martelo | 1 | 0 | 3 | 0 | 2 | 0 | 1 | 2 | X | X  | 9     |

| Pista C                    | LSFE    | 1 | 2 | 3 | 4 | 5 | 6 | 7 | 8 | 9 | 10 | Final |
| -------------------------- | ------- | - | - | - | - | - | - | - | - | - | -- | ----- |
| GBR Grã-Bretanha (Murdoch) | Martelo | 1 | 0 | 0 | 0 | 2 | 0 | 2 | 0 | 1 | 1  | 7     |
| GER Alemanha (Jahr)        |         | 0 | 1 | 1 | 1 | 0 | 2 | 0 | 1 | 0 | 0  | 6     |

| Pista D              | LSFE    | 1 | 2 | 3 | 4 | 5 | 6 | 7 | 8 | 9 | 10 | Final |
| -------------------- | ------- | - | - | - | - | - | - | - | - | - | -- | ----- |
| NOR Noruega (Ulsrud) | Martelo | 2 | 1 | 0 | 2 | 0 | 2 | 0 | 2 | 0 | 0  | 9     |
| RUS Rússia (Drozdov) |         | 0 | 0 | 1 | 0 | 2 | 0 | 2 | 0 | 0 | 3  | 8     |

Quarta rodada
Quarta-feira, 12 de fevereiro, 9:00
| Pista A                      | LSFE    | 1 | 2 | 3 | 4 | 5 | 6 | 7 | 8 | 9 | 10 | Final |
| ---------------------------- | ------- | - | - | - | - | - | - | - | - | - | -- | ----- |
| DEN Dinamarca (Stjerne)      | Martelo | 3 | 0 | 0 | 0 | 0 | 0 | 0 | 0 | 2 | 0  | 5     |
| USA Estados Unidos (Shuster) |         | 0 | 2 | 1 | 2 | 1 | 0 | 0 | 1 | 0 | 2  | 9     |

| Pista B              | LSFE    | 1 | 2 | 3 | 4 | 5 | 6 | 7 | 8 | 9 | 10 | Final |
| -------------------- | ------- | - | - | - | - | - | - | - | - | - | -- | ----- |
| NOR Noruega (Ulsrud) | Martelo | 2 | 0 | 0 | 0 | 2 | 0 | 1 | 0 | 0 | 3  | 8     |
| GER Alemanha (Jahr)  |         | 0 | 0 | 1 | 0 | 0 | 2 | 0 | 0 | 2 | 0  | 5     |

| Pista D            | LSFE    | 1 | 2 | 3 | 4 | 5 | 6 | 7 | 8 | 9 | 10 | Final |
| ------------------ | ------- | - | - | - | - | - | - | - | - | - | -- | ----- |
| CHN China (Liu)    | Martelo | 0 | 2 | 0 | 1 | 0 | 0 | 0 | 1 | 0 | 1  | 5     |
| SUI Suíça (Michel) |         | 0 | 0 | 2 | 0 | 1 | 0 | 0 | 0 | 1 | 0  | 4     |

Quinta rodada
Quarta-feira, 12 de fevereiro, 19:00
| Pista A             | LSFE    | 1 | 2 | 3 | 4 | 5 | 6 | 7 | 8 | 9 | 10 | Final |
| ------------------- | ------- | - | - | - | - | - | - | - | - | - | -- | ----- |
| GER Alemanha (Jahr) |         | 0 | 1 | 0 | 2 | 0 | 2 | 1 | 0 | 1 | 0  | 7     |
| CHN China (Liu)     | Martelo | 2 | 0 | 3 | 0 | 2 | 0 | 0 | 1 | 0 | 3  | 11    |

| Pista B                    | LSFE    | 1 | 2 | 3 | 4 | 5 | 6 | 7 | 8 | 9 | 10 | Final |
| -------------------------- | ------- | - | - | - | - | - | - | - | - | - | -- | ----- |
| SUI Suíça (Michel)         |         | 0 | 0 | 0 | 0 | 1 | 0 | 0 | 1 | 0 | 0  | 2     |
| GBR Grã-Bretanha (Murdoch) | Martelo | 0 | 0 | 1 | 1 | 0 | 1 | 0 | 0 | 0 | 1  | 4     |

| Pista C              | LSFE    | 1 | 2 | 3 | 4 | 5 | 6 | 7 | 8 | 9 | 10 | Final |
| -------------------- | ------- | - | - | - | - | - | - | - | - | - | -- | ----- |
| RUS Rússia (Drozdov) | Martelo | 0 | 1 | 0 | 1 | 0 | 0 | 0 | 2 | 0 | X  | 4     |
| CAN Canadá (Jacobs)  |         | 2 | 0 | 0 | 0 | 4 | 0 | 0 | 0 | 1 | X  | 7     |

| Pista D                 | LSFE    | 1 | 2 | 3 | 4 | 5 | 6 | 7 | 8 | 9 | 10 | Final |
| ----------------------- | ------- | - | - | - | - | - | - | - | - | - | -- | ----- |
| DEN Dinamarca (Stjerne) | Martelo | 1 | 1 | 0 | 0 | 4 | 0 | 0 | 0 | 2 | X  | 8     |
| SWE Suécia (Edin)       |         | 0 | 0 | 1 | 1 | 0 | 0 | 2 | 1 | 0 | X  | 5     |

Sexta rodada
Quinta-feira, 13 de fevereiro, 14:00
| Pista A              | LSFE    | 1 | 2 | 3 | 4 | 5 | 6 | 7 | 8 | 9 | 10 | Final |
| -------------------- | ------- | - | - | - | - | - | - | - | - | - | -- | ----- |
| SUI Suíça (Michel)   |         | 0 | 2 | 1 | 0 | 0 | 0 | 1 | 2 | 0 | 0  | 6     |
| RUS Rússia (Drozdov) | Martelo | 0 | 0 | 0 | 0 | 2 | 1 | 0 | 0 | 1 | 3  | 7     |

| Pista B                 | LSFE    | 1 | 2 | 3 | 4 | 5 | 6 | 7 | 8 | 9 | 10 | Final |
| ----------------------- | ------- | - | - | - | - | - | - | - | - | - | -- | ----- |
| CAN Canadá (Jacobs)     |         | 0 | 1 | 0 | 2 | 0 | 2 | 0 | 1 | 0 | 1  | 7     |
| DEN Dinamarca (Stjerne) | Martelo | 1 | 0 | 1 | 0 | 1 | 0 | 1 | 0 | 2 | 0  | 6     |

| Pista C              | LSFE    | 1 | 2 | 3 | 4 | 5 | 6 | 7 | 8 | 9 | 10 | Final |
| -------------------- | ------- | - | - | - | - | - | - | - | - | - | -- | ----- |
| NOR Noruega (Ulsrud) |         | 0 | 0 | 1 | 0 | 0 | 0 | 2 | 0 | 0 | 1  | 4     |
| SWE Suécia (Edin)    | Martelo | 0 | 1 | 0 | 2 | 1 | 0 | 0 | 1 | 0 | 0  | 5     |

| Pista D                      | LSFE    | 1 | 2 | 3 | 4 | 5 | 6 | 7 | 8 | 9 | 10 | Final |
| ---------------------------- | ------- | - | - | - | - | - | - | - | - | - | -- | ----- |
| GBR Grã-Bretanha (Murdoch)   |         | 1 | 0 | 2 | 0 | 1 | 0 | 0 | 1 | 0 | X  | 5     |
| USA Estados Unidos (Shuster) | Martelo | 0 | 0 | 0 | 1 | 0 | 0 | 1 | 0 | 1 | X  | 3     |

Sétima rodada
Sexta-feira, 14 de fevereiro, 9:00
| Pista B           | LSFE    | 1 | 2 | 3 | 4 | 5 | 6 | 7 | 8 | 9 | 10 | 11 | Final |
| ----------------- | ------- | - | - | - | - | - | - | - | - | - | -- | -- | ----- |
| SWE Suécia (Edin) |         | 0 | 0 | 1 | 0 | 1 | 0 | 1 | 2 | 0 | 0  | 1  | 6     |
| CHN China (Liu)   | Martelo | 0 | 2 | 0 | 1 | 0 | 1 | 0 | 0 | 0 | 1  | 0  | 5     |

| Pista C                      | LSFE    | 1 | 2 | 3 | 4 | 5 | 6 | 7 | 8 | 9 | 10 | Final |
| ---------------------------- | ------- | - | - | - | - | - | - | - | - | - | -- | ----- |
| USA Estados Unidos (Shuster) |         | 0 | 0 | 4 | 0 | 0 | 0 | 4 | 0 | 0 | X  | 8     |
| GER Alemanha (Jahr)          | Martelo | 0 | 1 | 0 | 1 | 0 | 1 | 0 | 1 | 1 | X  | 5     |

| Pista D              | LSFE    | 1 | 2 | 3 | 4 | 5 | 6 | 7 | 8 | 9 | 10 | Final |
| -------------------- | ------- | - | - | - | - | - | - | - | - | - | -- | ----- |
| CAN Canadá (Jacobs)  | Martelo | 0 | 1 | 0 | 2 | 0 | 0 | 4 | 0 | 3 | X  | 10    |
| NOR Noruega (Ulsrud) |         | 1 | 0 | 1 | 0 | 0 | 1 | 0 | 1 | 0 | X  | 4     |

Oitava rodada
Sexta-feira, 14 de fevereiro, 19:00
| Pista A                    | LSFE    | 1 | 2 | 3 | 4 | 5 | 6 | 7 | 8 | 9 | 10 | Final |
| -------------------------- | ------- | - | - | - | - | - | - | - | - | - | -- | ----- |
| GBR Grã-Bretanha (Murdoch) |         | 0 | 0 | 0 | 1 | 0 | 3 | 0 | 2 | 1 | 1  | 8     |
| DEN Dinamarca (Stjerne)    | Martelo | 0 | 2 | 1 | 0 | 2 | 0 | 1 | 0 | 0 | 0  | 6     |

| Pista B                      | LSFE    | 1 | 2 | 3 | 4 | 5 | 6 | 7 | 8 | 9 | 10 | Final |
| ---------------------------- | ------- | - | - | - | - | - | - | - | - | - | -- | ----- |
| RUS Rússia (Drozdov)         | Martelo | 0 | 2 | 1 | 0 | 2 | 0 | 0 | 0 | 1 | 1  | 7     |
| USA Estados Unidos (Shuster) |         | 0 | 0 | 0 | 3 | 0 | 2 | 1 | 0 | 0 | 0  | 6     |

| Pista C              | LSFE    | 1 | 2 | 3 | 4 | 5 | 6 | 7 | 8 | 9 | 10 | Final |
| -------------------- | ------- | - | - | - | - | - | - | - | - | - | -- | ----- |
| CHN China (Liu)      | Martelo | 1 | 0 | 0 | 2 | 0 | 2 | 0 | 1 | 0 | 1  | 7     |
| NOR Noruega (Ulsrud) |         | 0 | 0 | 2 | 0 | 1 | 0 | 1 | 0 | 1 | 0  | 5     |

| Pista D             | LSFE    | 1 | 2 | 3 | 4 | 5 | 6 | 7 | 8 | 9 | 10 | Final |
| ------------------- | ------- | - | - | - | - | - | - | - | - | - | -- | ----- |
| SUI Suíça (Michel)  |         | 1 | 0 | 2 | 0 | 1 | 0 | 0 | 2 | 0 | 1  | 7     |
| GER Alemanha (Jahr) | Martelo | 0 | 2 | 0 | 1 | 0 | 2 | 1 | 0 | 2 | 0  | 8     |

Nona rodada
Sábado, 15 de fevereiro, 14:00
| Pista A             | LSFE    | 1 | 2 | 3 | 4 | 5 | 6 | 7 | 8 | 9 | 10 | Final |
| ------------------- | ------- | - | - | - | - | - | - | - | - | - | -- | ----- |
| SWE Suécia (Edin)   | Martelo | 0 | 1 | 0 | 2 | 2 | 0 | 1 | 0 | 2 | X  | 8     |
| GER Alemanha (Jahr) |         | 0 | 0 | 1 | 0 | 0 | 2 | 0 | 1 | 0 | X  | 4     |

| Pista B                 | LSFE    | 1 | 2 | 3 | 4 | 5 | 6 | 7 | 8 | 9 | 10 | Final |
| ----------------------- | ------- | - | - | - | - | - | - | - | - | - | -- | ----- |
| DEN Dinamarca (Stjerne) |         | 0 | 0 | 0 | 0 | 2 | 0 | 1 | 0 | X | X  | 3     |
| SUI Suíça (Michel)      | Martelo | 4 | 0 | 0 | 0 | 0 | 2 | 0 | 3 | X | X  | 9     |

| Pista C                    | LSFE    | 1 | 2 | 3 | 4 | 5 | 6 | 7 | 8 | 9 | 10 | Final |
| -------------------------- | ------- | - | - | - | - | - | - | - | - | - | -- | ----- |
| CAN Canadá (Jacobs)        | Martelo | 1 | 0 | 0 | 3 | 0 | 0 | 1 | 0 | 1 | 1  | 7     |
| GBR Grã-Bretanha (Murdoch) |         | 0 | 1 | 1 | 0 | 2 | 0 | 0 | 1 | 0 | 0  | 5     |

| Pista D              | LSFE    | 1 | 2 | 3 | 4 | 5 | 6 | 7 | 8 | 9 | 10 | Final |
| -------------------- | ------- | - | - | - | - | - | - | - | - | - | -- | ----- |
| RUS Rússia (Drozdov) |         | 0 | 0 | 2 | 0 | 1 | 0 | 1 | 0 | 2 | X  | 6     |
| CHN China (Liu)      | Martelo | 2 | 1 | 0 | 2 | 0 | 2 | 0 | 2 | 0 | X  | 9     |

Décima rodada
Domingo, 16 de fevereiro, 9:00
| Pista A                      | LSFE    | 1 | 2 | 3 | 4 | 5 | 6 | 7 | 8 | 9 | 10 | Final |
| ---------------------------- | ------- | - | - | - | - | - | - | - | - | - | -- | ----- |
| USA Estados Unidos (Shuster) | Martelo | 0 | 0 | 2 | 2 | 0 | 1 | 0 | 1 | 0 | 0  | 6     |
| CAN Canadá (Jacobs)          |         | 2 | 1 | 0 | 0 | 2 | 0 | 0 | 0 | 2 | 1  | 8     |

| Pista B                    | LSFE    | 1 | 2 | 3 | 4 | 5 | 6 | 7 | 8 | 9 | 10 | Final |
| -------------------------- | ------- | - | - | - | - | - | - | - | - | - | -- | ----- |
| GBR Grã-Bretanha (Murdoch) | Martelo | 0 | 2 | 0 | 1 | 0 | 0 | 1 | 0 | 2 | 0  | 6     |
| NOR Noruega (Ulsrud)       |         | 0 | 0 | 2 | 0 | 2 | 1 | 0 | 1 | 0 | 1  | 7     |

| Pista C              | LSFE    | 1 | 2 | 3 | 4 | 5 | 6 | 7 | 8 | 9 | 10 | Final |
| -------------------- | ------- | - | - | - | - | - | - | - | - | - | -- | ----- |
| SWE Suécia (Edin)    | Martelo | 0 | 2 | 0 | 1 | 0 | 2 | 0 | 2 | 1 | X  | 8     |
| RUS Rússia (Drozdov) |         | 0 | 0 | 2 | 0 | 1 | 0 | 1 | 0 | 0 | X  | 4     |

Décima primeira rodada
Domingo, 16 de fevereiro, 19:00
| Pista A              | LSFE    | 1 | 2 | 3 | 4 | 5 | 6 | 7 | 8 | 9 | 10 | Final |
| -------------------- | ------- | - | - | - | - | - | - | - | - | - | -- | ----- |
| NOR Noruega (Ulsrud) | Martelo | 0 | 1 | 0 | 1 | 0 | 1 | 1 | 0 | 0 | 1  | 5     |
| SUI Suíça (Michel)   |         | 0 | 0 | 1 | 0 | 1 | 0 | 0 | 0 | 1 | 0  | 3     |

| Pista B             | LSFE    | 1 | 2 | 3 | 4 | 5 | 6 | 7 | 8 | 9 | 10 | 11 | Final |
| ------------------- | ------- | - | - | - | - | - | - | - | - | - | -- | -- | ----- |
| CHN China (Liu)     |         | 0 | 0 | 2 | 0 | 3 | 1 | 0 | 0 | 0 | 2  | 0  | 8     |
| CAN Canadá (Jacobs) | Martelo | 0 | 2 | 0 | 1 | 0 | 0 | 2 | 1 | 2 | 0  | 1  | 9     |

| Pista C                 | LSFE    | 1 | 2 | 3 | 4 | 5 | 6 | 7 | 8 | 9 | 10 | Final |
| ----------------------- | ------- | - | - | - | - | - | - | - | - | - | -- | ----- |
| GER Alemanha (Jahr)     |         | 0 | 0 | 2 | 0 | 0 | 1 | 0 | 0 | 0 | X  | 3     |
| DEN Dinamarca (Stjerne) | Martelo | 0 | 2 | 0 | 1 | 0 | 0 | 2 | 0 | 1 | X  | 6     |

| Pista D                      | LSFE    | 1 | 2 | 3 | 4 | 5 | 6 | 7 | 8 | 9 | 10 | Final |
| ---------------------------- | ------- | - | - | - | - | - | - | - | - | - | -- | ----- |
| USA Estados Unidos (Shuster) |         | 0 | 0 | 0 | 2 | 0 | 0 | 1 | 0 | 1 | X  | 4     |
| SWE Suécia (Edin)            | Martelo | 0 | 3 | 0 | 0 | 1 | 1 | 0 | 1 | 0 | X  | 6     |

Décima segunda rodada
Segunda-feira, 17 de fevereiro, 14:00
| Pista A                    | LSFE    | 1 | 2 | 3 | 4 | 5 | 6 | 7 | 8 | 9 | 10 | Final |
| -------------------------- | ------- | - | - | - | - | - | - | - | - | - | -- | ----- |
| CHN China (Liu)            | Martelo | 1 | 0 | 0 | 2 | 0 | 0 | 1 | 1 | 0 | 1  | 6     |
| GBR Grã-Bretanha (Murdoch) |         | 0 | 1 | 1 | 0 | 0 | 1 | 0 | 0 | 2 | 0  | 5     |

| Pista B              | LSFE    | 1 | 2 | 3 | 4 | 5 | 6 | 7 | 8 | 9 | 10 | Final |
| -------------------- | ------- | - | - | - | - | - | - | - | - | - | -- | ----- |
| GER Alemanha (Jahr)  |         | 0 | 0 | 2 | 0 | 2 | 0 | 1 | 0 | 1 | 1  | 7     |
| RUS Rússia (Drozdov) | Martelo | 2 | 0 | 0 | 2 | 0 | 2 | 0 | 2 | 0 | 0  | 8     |

| Pista C                      | LSFE    | 1 | 2 | 3 | 4 | 5 | 6 | 7 | 8 | 9 | 10 | Final |
| ---------------------------- | ------- | - | - | - | - | - | - | - | - | - | -- | ----- |
| SUI Suíça (Michel)           | Martelo | 1 | 1 | 0 | 0 | 1 | 0 | 2 | 1 | 0 | X  | 6     |
| USA Estados Unidos (Shuster) |         | 0 | 0 | 0 | 1 | 0 | 1 | 0 | 0 | 1 | X  | 3     |

| Pista D                 | LSFE    | 1 | 2 | 3 | 4 | 5 | 6 | 7 | 8 | 9 | 10 | Final |
| ----------------------- | ------- | - | - | - | - | - | - | - | - | - | -- | ----- |
| NOR Noruega (Ulsrud)    |         | 0 | 0 | 2 | 0 | 0 | 1 | 0 | 0 | 0 | X  | 3     |
| DEN Dinamarca (Stjerne) | Martelo | 0 | 1 | 0 | 2 | 0 | 0 | 0 | 0 | 2 | X  | 5     |

### Jogo desempate
Terça-feira, 18 de fevereiro, 9:00
| Pista C                    | LSFE    | 1 | 2 | 3 | 4 | 5 | 6 | 7 | 8 | 9 | 10 | Final |
| -------------------------- | ------- | - | - | - | - | - | - | - | - | - | -- | ----- |
| NOR Noruega (Ulsrud)       | Martelo | 1 | 0 | 1 | 0 | 2 | 0 | 0 | 0 | 1 | 0  | 5     |
| GBR Grã-Bretanha (Murdoch) |         | 0 | 1 | 0 | 1 | 0 | 0 | 0 | 2 | 0 | 2  | 6     |

## Fase final
|  | Semifinal              | Semifinal              |   |                        | Final                     | Final |  |
|  |                        |                        |   |                        |                           |       |  |
|  | 19 de fevereiro, 19:00 |                        |   |                        |                           |       |  |
|  | SWE Suécia             | 5                      |   |                        |                           |       |  |
|  | GBR Grã-Bretanha       | 6                      |   |                        |                           |       |  |
|  |                        |                        |   |                        |                           |       |  |
|  |                        |                        |   |                        | 21 de fevereiro, 17:30    |       |  |
|  |                        |                        |   |                        | GBR Grã-Bretanha          | 3     |  |
|  |                        | CAN Canadá             | 9 |                        |                           |       |  |
|  |                        |                        |   |                        |                           |       |  |
|  |                        |                        |   |                        |                           |       |  |
|  |                        |                        |   |                        | Disputa do terceiro lugar |       |  |
|  | 19 de fevereiro, 19:00 | 19 de fevereiro, 19:00 |   | 21 de fevereiro, 12:30 | 21 de fevereiro, 12:30    |       |  |
|  | CAN Canadá             | 10                     |   | SWE Suécia             | 6                         |       |  |
|  | CHN China              | 6                      |   |                        | CHN China                 | 4     |  |

### Semifinais
Quarta-feira, 19 de fevereiro, 19:00
| Equipes                    | LSFE    | 1 | 2 | 3 | 4 | 5 | 6 | 7 | 8 | 9 | 10 | Final |
| -------------------------- | ------- | - | - | - | - | - | - | - | - | - | -- | ----- |
| SWE Suécia (Edin)          | Martelo | 0 | 0 | 2 | 0 | 0 | 0 | 1 | 0 | 2 | 0  | 5     |
| GBR Grã-Bretanha (Murdoch) |         | 0 | 1 | 0 | 0 | 1 | 1 | 0 | 1 | 0 | 2  | 6     |

| Equipes             | LSFE    | 1 | 2 | 3 | 4 | 5 | 6 | 7 | 8 | 9 | 10 | Final |
| ------------------- | ------- | - | - | - | - | - | - | - | - | - | -- | ----- |
| CAN Canadá (Jacobs) | Martelo | 1 | 0 | 2 | 0 | 1 | 0 | 3 | 0 | 3 | X  | 10    |
| CHN China (Liu)     |         | 0 | 1 | 0 | 1 | 0 | 2 | 0 | 2 | 0 | X  | 6     |

### Disputa do terceiro lugar
Sexta-feira, 21 de fevereiro, 12:30
| Equipes           | LSFE    | 1 | 2 | 3 | 4 | 5 | 6 | 7 | 8 | 9 | 10 | 11 | Final |
| ----------------- | ------- | - | - | - | - | - | - | - | - | - | -- | -- | ----- |
| SWE Suécia (Edin) | Martelo | 0 | 1 | 0 | 1 | 0 | 0 | 1 | 0 | 0 | 1  | 2  | 6     |
| CHN China (Liu)   |         | 0 | 0 | 1 | 0 | 0 | 2 | 0 | 0 | 1 | 0  | 0  | 4     |

### Final
Sexta-feira, 21 de fevereiro, 17:30
| Equipes                    | LSFE    | 1 | 2 | 3 | 4 | 5 | 6 | 7 | 8 | 9 | 10 | Final |
| -------------------------- | ------- | - | - | - | - | - | - | - | - | - | -- | ----- |
| CAN Canadá (Jacobs)        | Martelo | 2 | 0 | 3 | 1 | 0 | 2 | 0 | 1 | X | X  | 9     |
| GBR Grã-Bretanha (Murdoch) |         | 0 | 1 | 0 | 0 | 1 | 0 | 1 | 0 | X | X  | 3     |